# Metoda odsłuchu zespołowego
Metoda odsłuchu zespołowego do odczytywania tekstów gwarowych w zapisie audialnym (inaczej metoda intersubiektywna) polega na transpozycji słuchowej. 

## Historia i opis metody
Po raz pierwszy zastosowana została przez prof. E. Zwirnera; w Polsce jej inicjatorem i głównym propagatorem był prof. Witold Doroszewski.
Według metody odsłuchu zespołowego transkrypcję tego samego nagrania wykonuje kilku badaczy. Pierwszy odsłuch i transkrypcję wykonuje każdy z badaczy oddzielnie, dwa kolejne odsłuchy kontrolne przeprowadza się wspólnie. Wyrazy, które zostały zapisane przez badaczy w sposób niejednakowy zostają wpisane na osobnych arkuszach porównawczych. Następnie na te same arkusze porównawcze zostają wpisane wyniki pierwszego i drugiego odsłuchu kontrolnego i badacze ustalają wzajemny stosunek liczbowy różnic w odsłuchu. Jeśli po pierwszym odsłuchu kontrolnym któryś z wariantów danego fonemu wystąpił więcej razy w zapisach niż pozostałe, to wpisuje się go do ostatecznej wersji transkrypcji. Dodatkowo małą cyfrą sygnalizuje się niejednolitość osłuchu oraz sporządza się przypis, w którym podane są warianty oraz ich stosunek liczbowy.
Każdy odsłuch kontrolny odbywa się nie wcześniej niż dwa tygodnie po odsłuchu poprzednim, aby w ten sposób zredukować do minimum wpływ autosugestii. 

## Zalety metody
- Umożliwia usunięcie z tekstu błędów wynikających z przesłyszenia się któregokolwiek z badaczy;
- Zespołowy subiektywizm każdego z transkrybentów jest ograniczony i kontrolowany przez pozostałych badaczy;
- Daje możliwość ustalenia niektórych indywidualnych tendencji do słyszenia pewnych zjawisk fonetycznych w jakiś mniej lub więcej stały, określony sposób;
- Pozwala ustalić zależność zakresu i stopnia rozchwiania percepcji słuchowej dialektologa od zakresu stopnia stabilizacji systemu językowego danego dialektu.